# Antipodogomphus
Genre
Répartition géographique
Antipodogomphus est un genre de libellules de la famille des Gomphidae (sous-ordre des Anisoptères). Ces espèces sont toutes endémiques d'Australie.

## Liste d'espèces
Selon BioLib (23 avril 2020) :
- Antipodogomphus acolythus (Martin, 1901)
- Antipodogomphus dentosus Watson, 1991
- Antipodogomphus edentulus Watson, 1991
- Antipodogomphus hodgkini Watson, 1969
- Antipodogomphus neophytus fraser, 1958
- Antipodogomphus proselythus (Martin, 1901)